# Åbo domkyrkas svartbok
Registrum Ecclesiae Aboensis eller Åbo domkyrkas svartbok är en kopiebok från slutet av 1400-talet med avskrifter av dokument rörande den finländska biskopsstolen och Åbo domkyrkans egendom.
Boken innehåller viktiga enskilda källor av Finland under medeltiden, totalt 727 dokument mellan år 1229 och 1515. År 1669 överfördes boken från Åbo till Antikvitetskollegium i Stockholm och räddades sålunda från Åbo brand år 1827. Idag förvaras den på Svenska riksarkivet i Stockholm (med signum A 10). Svartboken har fått sitt namn av pärmen som är överdragen med svart skinn.
Åbo domkyrkas svartbok utgavs 1890 av Reinhold Hausen, kompletterad med urkunder ur en annan kopiebok, Codex Aboensis. En faksimilutgåva av Svartboken och Codex Aboensis publicerades 1952 av Finska historiska samfundet. Den senaste utgåvan publicerades 1996 av Art House.